# Drypetes jaintensis
Drypetes jaintensis là một loài thực vật có hoa trong họ Putranjivaceae. Loài này được (C.B.Clarke) Pax & K.Hoffm. mô tả khoa học đầu tiên năm 1922.